# Chwała, sława, wszelka cześć
Chwała, sława, wszelka cześć – incipit XV-wiecznego hymnu procesyjnego, będącego anonimowym polskim przekładem łacińskiej pieśni pasyjnej Teodulfa z Orleanu Hymnus pro die Dominica Palmarum.
Tekst, składający się z 24 wersów (6 strof po 4 wersy) ogłosił po raz pierwszy Wacław Aleksander Maciejowski w 1839 r. (tom II Pamiętników o dziejach, piśmiennictwie i prawodawstwie Słowian). W 1884 r. Wilhelm Bruchnalski opublikował artykuł  O źródłach niektórych utworów poetycznych XV i XVI w. ("Przegląd Powszechny", tom IV), w którym zawarł dokładniejszy opis tekstu.
Pod koniec XIX w. rękopis zaginął.